# Cristina Bălan
Cristina Daniela Bălan (* 17. Oktober 1998 in Timișoara) ist eine rumänische Leichtathletin, die sich auf den Mittelstreckenlauf spezialisiert hat.

## Sportliche Laufbahn
Erste internationale Erfahrungen sammelte Cristina Bălan beim Europäischen Olympischen Jugendfestival (EYOF) 2013 in Utrecht, bei dem sie mit 59,76 s in der ersten Runde im 400-Meter-Lauf ausschied und mit der rumänischen 4-mal-100-Meter-Staffel im Vorlauf disqualifiziert wurde. 2015 schied sie bei den Jugendweltmeisterschaften in Cali mit 57,08 s in der Vorrunde über 400 Meter aus und belegte in der Mixed-Staffel über 4-mal 400-Meter in 3:31,94 min den achten Platz. 2017 gelangte sie bei den U20-Europameisterschaften in Grosseto in der ersten Runde im 800-Meter-Lauf nicht ins Ziel und mit der 4-mal-400-Meter-Staffel verpasste sie mit 3:46,69 min den Finaleinzug. Im Jahr darauf belegte sie in 2:09,54 min den vierten Platz über 800 Meter bei den Balkan-Meisterschaften in Stara Sagora und siegte dort in 3:33,56 min in der 4-mal-400-Meter-Staffel. Anschließend startete sie mit der Staffel bei den Europameisterschaften in Berlin und klassierte sich dort mit 3:32,15 min auf dem siebten Platz. 2019 gewann sie bei den Balkan-Hallenmeisterschaften in Istanbul in 3:42,39 min die Silbermedaille mit der Staffel und anschließend erreichte sie bei den Europaspielen in Minsk nach 3:21,68 min Rang 14 in der Mixed-Staffel. Daraufhin wurde sie bei den U23-Europameisterschaften im schwedischen Gävle im Vorlauf disqualifiziert. 2020 siegte sie in 2:07,17 min über 800 Meter bei den Balkan-Hallenmeisterschaften in Istanbul und gewann dort in 3:48,09 min auch die Bronzemedaille in der 4-mal-400-Meter-Staffel. Mitte September belegte sie dann in 2:14,09 min den siebten Platz im Einzelbewerb bei den Freiluftmeisterschaften in Cluj-Napoca. 2021 belegte sie bei den Balkan-Meisterschaften in Smederevo in 55,93 s den siebten Platz im B-Lauf und mit der Staffel gelangte sie nach 3:47,01 min auf den sechsten Platz. Im Jahr darauf gewann sie bei den Balkan-Hallenmeisterschaften in Istanbul in 2:05,77 min die Silbermedaille über 800 Meter hinter der Türkin Tuğba Toptaş und sicherte sich mit der Staffel in 3:45,11 min die Silbermedaille hinter dem slowenischen Team. Im Juni kam sie bei den Balkan-Meisterschaften in Craiova über 800 Meter nicht ins Ziel und im Dezember wurde sie bei den Crosslauf-Europameisterschaften in Turin mit 18:19 min Elfte in der Mixed-Staffel.
2023 schied sie bei den Halleneuropameisterschaften in Istanbul mit 2:08,92 min in der Vorrunde über 800 Meter aus. Im Juli belegte sie bei den Balkan-Meisterschaften in Kraljevo in 2:04,42 min den sechsten Platz, ehe sie bei den Spielen der Frankophonie in Kinshasa in 2:10,28 min die Bronzemedaille hinter den Marokkanerinnen Assia Raziki und Soukaina Hajji gewann. Zudem sicherte sie sich dort in 45,56 s und 3:45,57 min jeweils die Bronzemedaille in der 4-mal-100- und 4-mal-400-Meter-Staffel. Im Jahr darauf wurde sie bei den Balkan-Meisterschaften in Izmir in 2:06,06 min Elfte über 800 Meter. 2025 vertrat sie Rumänien bei der 2. Liga der Team-Europameisterschaft in Maribor über 800 und 1500 Meter, ehe sie bei den Balkan-Meisterschaften in Volos in 2:09,10 min auf den neunten Platz im A-Lauf über 800 Meter gelangte und in 4:16,66 min den fünften Platz über 1500 Meter belegte.
2020 wurde Bălan rumänische Meisterin im 800-Meter-Lauf im Freien sowie von 2022 bis 2024 in der Halle. 2023 und 2025 wurde sie auch Hallenmeisterin im 1500-Meter-Lauf.

## Persönliche Bestleistungen
- 800 Meter: 2:02,39 min, 9. Juli 2023 in Craiova
  - 800 Meter (Halle): 2:05,77 min, 5. März 2022 in Istanbul
- 1500 Meter: 4:16,66 min, 27. Juli 2025 in Volos
  - 1500 Meter (Halle): 4:25,07 min, 24. Dezember 2023 in Belgrad